# 加藤隆一 (外交官)

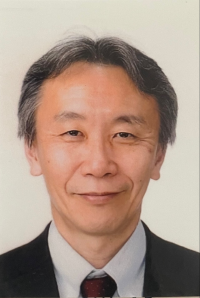
外務省より公表された公式肖像画像

加藤 隆一（かとう りゅういち、1964年（昭和39年）2月26日 - ）は、日本の外交官。山形県出身。2022年（令和4年）10月から駐ギニア特命全権大使。

## 人物・経歴
山形県酒田市出身。1987年（昭和62年）上智大学文学部社会学科卒業後、特殊法人国際協力事業団（現・独立行政法人国際協力機構）に入団し研修事業部研修第二課に配属。1990年（平成2年）調達部機材課、1992年（平成4年）無償資金協力事業部業務第二課、1994年（平成6年）総務部付、同年7月フランス事務所、1997年（平成9年）外務事務官中近東アフリカ局アフリカ第二課、1998年（平成10年）企画部地域第三課長代理、1999年（平成11年）兼国別計画体制準備室地域第三グループ長代理、同年11月兼地域部準備室（実施部門）付、2000年（平成12年）アフリカ・中近東・欧州部アフリカ課長代理、2002年（平成14年）総務部付、同年2月象牙海岸共和国事務所次長、同年12月アフリカ・中近東・欧州部計画課長代理、2003年（平成15年）セネガル事務所次長、同年10月（独）国際協力機構セネガル事務所次長、2004年（平成16年）兼中西部アフリカ地域支援事務所次長（所長）、2006年（平成18年）総務部総務グループ組織運営チーム主査、同年4月総務部総務グループ組織運営チーム長、2008年（平成20年）総務部総務課長、同年10月総務部総合調整課長、2009年（平成21年）アフリカ部参事役、TICADⅣフォローアップ業務室副室長、2010年（平成22年）アフリカ部参事役、兼総務部参事役、同年5月兼アフリカ部TICAD推進室副室長、2011年（平成23年）アフリカ部次長、2012年（平成24年）兼アフリカ部アフリカ第二課長、同年9月アフリカ部次長、兼セネガル事務所付、同年10月セネガル事務所長、2016年（平成28年）総務部審議役、同年4月兼総務部次長、2017年（平成29年）アフリカ部長、2020年（令和2年）退職、同年10月上級審議役、2022年（令和4年）退職、同年10月外務省ギニア国駐箚特命全権大使。